# Nathan Zuntz

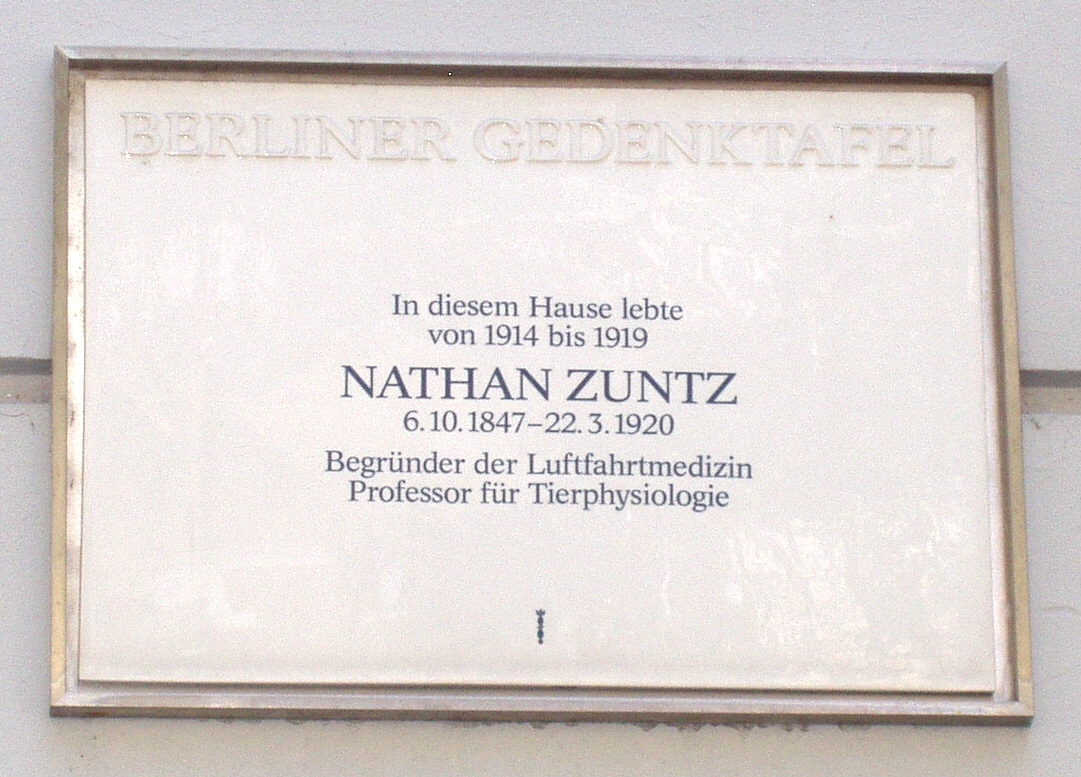
Minnestavla på Bleibtreustraße i Berlin

Nathan Zuntz, född 7 oktober 1847 i Bonn, död 22 mars 1920 i Berlin, var en tysk fysiolog.
Zuntz blev 1868 medicine doktor, 1871 docent i Bonn, 1874 e.o. professor där samt 1881 professor i fysiologi vid Landwirtschaftliche Hochschule i Berlin. Hans vetenskapliga verksamhet hänförde sig i främsta rummet till näringsläran, och inom densamma utgav han många betydande arbeten, såsom Untersuchungen über den Stoffwechsel des Pferdes bei Ruhe und Arbeit (tillsammans med C. Lehmann och O. Hagemann, 1889-98) och Studien zu einer Physiologie des Marches (tillsammans med W. Schumburg; 1898). 
Vidare utförde han viktiga undersökningar över inverkan av lågt lufttryck på människan (Höhenklima und Bergwanderungen, 1906, tillsammans med Adolf Loewy, W. Caspari och F. Müller) samt utsträckte sin forskning också till andra områden av fysiologin och nådde även inom dessa värdefulla resultat. Tillsammans med Loewy redigerade han "Lehrbuch der Physiologie des Menschen" (1909; tredje upplagan 1920) samt bearbetade i Ludimar Hermanns "Handbuch der Physiologie" Blutgase und respiratorischer Gaswechsel.